# Dragão-marinho-folhado
O dragão-marinho-folhado (Phycodurus eques), também pronunciado como dragão-marinho-folheado, é da família Syngnathidae, que inclui também cavalos-marinhos e o peixe-cachimbo. É o único membro do gênero Phycodurus. É encontrado ao longo das costas sul e oeste da Austrália. O nome é derivado da aparência, com longas folhas como apêndices que recobrem todo o corpo. Estas saliências não são utilizadas para fornecer propulsão, apenas servem como camuflagem. O dragão-marinho-folhado impulsiona-se por meio de uma barbatana peitoral no cume de seu pescoço e uma nadadeira dorsal em suas costas mais perto do fim da cauda. A criatura se move serenamente através da água, completando a ilusão de algas flutuando.